# Keeling-Bindenralle
Die Keeling-Bindenralle (Hypotaenidia philippensis andrewsi, Synonym: Gallirallus philippensis andrewsi) ist eine gefährdete endemische Unterart der Bindenralle, welche auf den Kokosinseln beheimatet ist. Die einheimischen Bewohner der Inseln, die Cocos Malays, nennen die Keeling-Bindenralle auch Ayam hutan („Waldhuhn“).

## Erscheinungsbild
Das Männchen der Keeling-Bindenralle erreicht eine Körperlänge von 30 cm. Die Weibchen eine Länge von 28 cm. Die Schwanzlänge beträgt 7 cm, die Flügel 14 cm und der Schnabel 4 cm.
Beide Geschlechter haben ein ähnliches Aussehen. Der Kopf ist markant mit einem schwarzen Scheitel, weißen Augenbrauen und braunen Augenstreifen gefärbt. Der Nacken ist hell mit einem Übergang von dunkelgrau-schwarzen Federn mit einem braunen Schimmer auf dem Rücken. Der Rücken ist bis zum Hinterteil stark weiß gefleckt. Die Kehle der Keeling-Bindenralle ist weiß und die Halsunterseite hellgrau. Die Flügeldecken und der Schwanz sind schwarz-braun gescheckt und weisen weiße Punkte auf. Außerdem sind am Schwanz weiße Streifen zu finden. Die Seiten von Hals und Nacken sind hellgrau. Schultern, Brust und Bauch sind schwarz-weiß quergestreift. Die Herkunft des Namens verdankt die Keeling-Bindenralle ihrer zimtbraunen Querbinde, welche sich über die Brust zieht. Die Augen sind rot, der Schnabel braun und Beine und Füße sind hellbraun. Junge Vögel sind im Bereich des Nackens nicht braun und haben anstatt rote Augen braune.

## Lebensraum
Diese Unterart der Bindenralle kommt ausschließlich auf North Keeling, einem nördlichen Atoll der Kokosinseln, vor. Auf den südlichen Atollen ist die Keeling-Bindenralle bereits ausgestorben. Auf North Keeling kommt sie in allen Teilen der Insel vor. Außerdem kommt sie an Lagunen und in der Nähe von Kokospalmen vor. Sie hält sich sehr oft in dichter, schattenreicher  Vegetation auf.

## Lebensweise
Die Keeling-Bindenralle ist eine heimlich lebende Art. Am ehesten ist sie bei der Nahrungssuche in der Gezeitenzone am Strand der Lagune zu sehen. Dort durchsucht sie häufig den angeschwemmte Seetang nach Krebstieren und Insekten. Gelegentlich sieht man sie auch auf Waldböden, wo sie nach Ameisen und anderen wirbellosen Kleintieren pickt.

## Fortpflanzung
Das nest ist eine einfache Konstruktion bestehend aus Blättern, Zweigen und Meeresvogelfedern. Die Keeling-Bindenralle baut dieses in etwa einem Meter Höhe in den Blattachseln junger Kokospalmen, auf umgestürzten Pisonia-Bäumen und an ähnlichen Orten. Das Gelege besteht aus 3 bis 6 beigefarbenen, rot gesprenkelten rundlichen Eiern. Während die jungen Keeling-Bindenrallen schlüpfen, halten sich die Eltern am Boden, unterhalb des Nests, auf. Die Jungvögel springen, sobald ihr Daunengefieder getrocknet ist, aus dem Nest und schließen sich ihren Eltern an. Zu diesem Zeitpunkt können sie bereits sehr schnell rennen und retten sich bei Beunruhigung sofort in den nächsten Schatten im Unterholz.